# Athens (California)
Athens es un área no incorporada ubicada en el condado de Los Ángeles en el estado estadounidense de California.

## Geografía
Athens se encuentra ubicada en las coordenadas 33°55′12″N 118°16′52″O / 33.92000, -118.28111.